# 弗赖森
弗赖森是德国萨尔州的一个市镇。总面积48.08平方公里，总人口8230人，其中男性4084人，女性4146人（2011年12月31日），人口密度171人/平方公里。